# Metopochetus regius
Metopochetus regius är en tvåvingeart som beskrevs av Mcalpine 1998. Metopochetus regius ingår i släktet Metopochetus och familjen skridflugor. Inga underarter finns listade i Catalogue of Life.